# 僕のスピードで
『僕のスピードで』（ぼくのスピードで）は、米倉千尋の23枚目のシングルである。初回盤は「巻き帯ステッカー（まほらば）仕様＆同時発売の9thアルバム『Cheers』との連動特典用応募券」を封入している。

## 収録曲
全作詞・作曲：米倉千尋、編曲：Waka Takayama
1. 僕のスピードで
  - テレビアニメ「まほらば Heartful days」エンディング主題歌。
  - 元は「Live the CHIHIROX ～千尋魂～」にて、初披露&お土産デモCDに収録されていた曲であり、アレンジやテンポや歌詞も異なる。9thアルバム『Cheers』に隠しトラックとして、歌詞をシングルバージョンにしたものが収録されている。
2. READY GO
3. さくらのうた
4. 僕のスピードで（instrumental）